# Ежен Виоле ле Дик
Ежен Виол ле Дик  (фр. Eugène Emmanuel Viollet-le-Duc; Париз, 27. јануар 1814 — Лозана, 27. септембар 1879) је био француски архитект који се прославио реконструкцијама средњовековних објеката и писац.
Почетком тридесетих година деветнаестог века започета је кампања реконструисања средњовековног француског архитектонског наслеђа. Ле Дик је, по повратку с једног студијског путовања по Италији рестаурирао опатију у Безелају, што је био почетак већег броја рестаураторских пројеката.